# Jing Ruixue
Jing Ruixue (kinesiska:景 瑞雪), född 4 juli 1988 i Danfeng, Kina, är en kinesisk brottare som tog OS-silver i mellanviktsbrottning vid de olympiska brottningstävlingarna 2012 i London. 